# Andreja Milutinović
Andreja Milutinović (* 6. August 1990 in Kragujevac) ist ein serbischer Profi-Basketballspieler, der hauptsächlich als Swingman eingesetzt wird. Seine Karriere begann er in der Jugend des KK FMP Železnik, wo er 2008 sein Profidebüt gab und danach für Klubs wie KK Roter Stern Belgrad, KK Partizan Belgrad sowie Vereine in Spanien, Griechenland und Rumänien spielte. Seit 2023 ist Milutinović zudem in der FIBA 3×3-Welt aktiv, wo er mit dem Team KK Liman Novi Sad antritt und auf Platz 30 der Weltrangliste steht.

## Jugendkarriere
Andreja Milutinović wurde 1990 in Kragujevac in der Teilrepublik Serbien der Sozialistischen Föderativen Republik Jugoslawien geboren. Seine Basketballlaufbahn begann er in der Jugendabteilung des serbischen Basketballvereins KK FMP Železnik. Bereits in jungen Jahren zeigte Milutinović sein Talent und durchlief systematisch die Nachwuchsmannschaften des Vereins. Sein Debüt in der zweiten Mannschaft des KK FMP gab er in der Saison 2006/07, was den Beginn seiner Basketballkarriere markierte. In der darauffolgenden Saison 2007/08 spielte er weiterhin für die Nachwuchsmannschaft, erhielt jedoch auch erste Einsatzzeiten in der Profimannschaft des KK FMP.
Ein Höhepunkt seiner frühen Karriere war der Gewinn des Euroleague Basketball Adidas Next Generation Tournament im Jahr 2008 mit der Jugendmannschaft des KK FMP. Bei diesem Turnier, das die besten Nachwuchsteams Europas zusammenbringt, zeigte Milutinović beeindruckende Leistungen. Im Finale gegen den FC Barcelona Bàsquet erzielte er 18 Punkte und holte 8 Rebounds, was maßgeblich zum 80:70-Sieg und zum ersten kontinentalen Titel in der Vereinsgeschichte beitrug. Während des Turniers erreichte er am 28. März 2008 gegen KK Bosna seinen persönlichen Bestwert von 19 Punkten und einem Effektivitätsindex von 25.
Milutinović vertrat Serbien auch in den Jugendnationalmannschaften. Er nahm mit der U-18-Nationalmannschaft an der Europameisterschaft 2008 teil, wo er in sechs Spielen durchschnittlich 7,5 Punkte und 4,7 Rebounds pro Spiel erzielte. In der serbischen U-18-Auswahl spielte er an der Seite anderer talentierter Spieler wie Filip Šepa, Bojan Subotić und Dejan Musli. Zwei Jahre später, 2010, war er Teil der serbischen U-20-Nationalmannschaft bei der Europameisterschaft. In einem Klassifikationsspiel gegen die Ukraine, das Serbien mit 107:93 gewann und den siebten Platz sicherte, steuerte Milutinović 20 Punkte bei.

## Profikarriere

### Stationen von 2008 bis 2016
Andreja Milutinović begann seine Profikarriere 2008 beim KK FMP Železnik und spielte dort bis 2011 drei Saisons in der Profimannschaft. In der Saison 2008/09 kam er im EuroCup zu vier Einsätzen und erzielte dabei durchschnittlich 1,5 Punkte und 1,8 Rebounds bei durchschnittlich 16,6 Minuten Spielzeit. Seine längste Spielzeit im EuroCup betrug 24 Minuten in einem Spiel gegen Pamesa Valencia am 6. Januar 2009. In den folgenden Saisons etablierte sich Milutinović zunehmend als fester Bestandteil der Mannschaft und zeigte bemerkenswerte Leistungen in der NLB-Liga, wo er sich insbesondere in Duellen gegen den KK Zagreb mit 20 Punkten, gegen den KK Kansai Helios Domžale mit 19 Punkten und gegen den KK Cedevita mit 17 Punkten auszeichnete.
Im Jahr 2011 wechselte Milutinović nach der Integration des KK FMP und des KK Crvena zvezda zu KK Roter Stern Belgrad und unterschrieb einen Einjahresvertrag. In der Saison 2011/12 war er unter Trainer Svetislav Pešić einer der Schlüsselspieler der jungen Mannschaft. Über 47 Spiele in der Adriatische Basketballliga (ABA) und der Košarkaška liga Srbije (KLS) erzielte er durchschnittlich 8,7 Punkte, 3,5 Rebounds und 1,0 Assists bei einer durchschnittlichen Spielzeit von 24,1 Minuten pro Partie. In der Liga ABA kam er zu 26 Einsätzen und erzielte dabei 9,5 Punkte und 3,6 Rebounds im Schnitt. Sein karrierebester Wert in der Liga datiert vom 20. November 2010, als er beim 89:64-Heimsieg gegen den KK Borac Čačak 24 Punkte erzielte und zusätzlich 4 Rebounds, 1 Assist und 1 Steal verbuchte. Im Mai 2012 verlängerte Milutinović seinen Vertrag beim KK Roter Stern Belgrad um eine weitere Saison. In der Saison 2012/13 erhielt er jedoch keine Spielzeit, was im Februar 2013 zur Vertragsauflösung zwischen ihm und dem Verein führte.
Am 5. Oktober 2013 unterschrieb Milutinović einen Vertrag beim spanischen Zweitligisten Força Lleida CE in der Adecco Oro. Der Vertrag enthielt eine Ausstiegsklausel für den Fall eines besseren Angebots von einem anderen Verein. In 14 Spielen für Força Lleida erzielte er durchschnittlich 11,4 Punkte, 3,5 Rebounds und 1 Assist pro Spiel. Am 11. Januar 2014, mitten in der Saison, wechselte er zum griechischen Erstligisten Apollon Patras und unterschrieb einen Vertrag bis zum Saisonende. Für Apollon Patras bestritt er 15 Spiele und erzielte dabei durchschnittlich 7,3 Punkte und 2,0 Rebounds. In der kombinierten Saison 2013/14 für beide Vereine kam er auf 29 Spiele mit einem Durchschnitt von 9,3 Punkten, 2,8 Rebounds und 0,8 Assists.
Am 31. Juli 2014 kehrte Milutinović nach Serbien zurück und unterschrieb einen Zweijahresvertrag beim KK Partizan Belgrad. In seiner ersten Saison 2014/15 bestritt er 36 Spiele in der Liga ABA, der serbischen Liga KLS und im EuroCup mit durchschnittlich 3,2 Punkten, 1,4 Rebounds und 0,8 Assists bei durchschnittlich 9,5 Minuten Spielzeit. Seine besten EuroCup-Leistungen erzielte er am 26. November 2014 gegen den Banvit BK mit 7 Punkten, 3 Rebounds und einem Effektivitätsindex von 6. In der Saison 2015/16 erhöhte sich seine Spielzeit auf durchschnittlich 18,4 Minuten pro Spiel bei 37 Einsätzen in der Liga ABA und KLS, wobei er 4,8 Punkte, 3,3 Rebounds und 1,1 Assists erzielte.

### Stationen von 2016 bis 2023
Am 19. August 2016 unterschrieb Milutinović beim griechischen Erstligisten Koroivos Amaliadas in der Basket League, wo er in der Saison 2016/2017 als Small Forward aktiv war. Während seiner Zeit bei Koroivos Amaliadas zeigte er bemerkenswerte Leistungen und wurde sogar zum MVP des 17. Spieltags der griechischen Liga ernannt. In der darauffolgenden Saison 2017/18 wechselte Milutinović nach Frankreich zum Zweitligisten Saint-Chamond Basket in der LNB Pro B, wo er in 34 Spielen durchschnittlich 8,0 Punkte, 3,1 Rebounds und 1,6 Assists pro Spiel erzielte und dabei durchschnittlich 22,1 Minuten auf dem Feld stand. Saint-Chamond beendete die reguläre Saison auf dem sechsten Platz mit einer Bilanz von 22-12 Siegen.
Für die Spielzeit 2018/19 unterschrieb Milutinović beim katarischen al-Sadd Sports Club in Doha, wo er die Trikotnummer 35 trug und in der katarischen Liga spielte. Nach seiner Zeit in Katar kehrte er nach Europa zurück und schloss sich zur Saison 2019/20 dem rumänischen Verein Dinamo Știința București an. Bei Dinamo zeigte Milutinović eine seiner statistisch stärksten Saisonleistungen mit durchschnittlich 16,4 Punkten, 3,9 Rebounds und 2,2 Assists pro Spiel bei einer Spielzeit von 31,1 Minuten. In der Saison 2020/21 wechselte der Serbe nach Litauen zu Pieno žvaigždės Pasvalys in der litauischen LKL, wo er in 22 Spielen im Schnitt 6,5 Punkte, 2,9 Rebounds und 5,5 Assists erzielte.
Die Spielzeit 2021/22 verbrachte Milutinović in Ungarn beim KTE-Duna Aszfalt in der ungarischen ersten Liga, wo er in 41 Spielen durchschnittlich 12,1 Punkte, 5,2 Rebounds und 1,7 Assists pro Spiel verzeichnete. Am 18. Juli 2022 unterschrieb Milutinović schließlich einen Vertrag beim rumänischen Erstligisten BCM U Pitești in der Liga Națională für die Saison 2022/23. Bei Pitești trug er die Trikotnummer 35 und spielte als Swingman, wobei er in 32 Spielen durchschnittlich 5,9 Punkte, 3,1 Rebounds und 1,5 Assists erzielte. Seine letzte dokumentierte Partie für BCM U Pitești bestritt er am 15. Mai 2023 gegen den BC Timișoara, in der er 18 Punkte, 1 Rebound und 3 Assists verbuchen konnte.

### 3×3-Basketball-Karriere
Andreja Milutinović etablierte sich als professioneller 3×3-Basketballspieler beim serbischen Team KK Liman Novi Sad, mit dem er auf der FIBA 3x3 World Tour antritt. In der offiziellen FIBA-3x3-Weltrangliste belegt Milutinović aktuell den 30. Platz mit 617.939 Ranglistenpunkten und hat bis dato 235 Spiele absolviert. Innerhalb der serbischen Nationalwertung steht er auf dem 8. Rang.
Das Team Liman, für das Milutinović mit der Rückennummer 3 spielt, besteht neben ihm aus den Stammspielern Mihailo Vasić, Marko Stevanović und Nemanja Zigon sowie dem Ersatzspieler Dušan Popović. Die Mannschaft tritt regelmäßig bei den Masters-Turnieren der FIBA 3x3 World Tour sowie bei Challenger-Turnieren an. Milutinović und seine Teamkollegen haben bereits mehrere Erfolge auf internationaler Ebene erzielt, darunter den Sieg beim Tianjin Challenger 2024, wo Team Liman eine makellose Bilanz von sieben Siegen aus sieben Spielen vorweisen konnte, sowie den zweiten Platz beim Sansar Challenger 2024. In der aktuellen Saison 2025 setzte Team Liman diese Erfolgsserie fort und erreichte erneut den zweiten Platz beim WT Amsterdam 2025 sowie beim Baoding Challenger 2025.

## Spielstil
Mit einer Körpergröße von 1,98 Metern zeichnet sich Andreja Milutinović durch einen vielseitigen Spielstil aus, der besonders auf seine Position als Swingman (Small Forward / Shooting Guard) zugeschnitten ist. Im traditionellen Basketball entwickelte er sich zu einem verlässlichen Distanzschützen mit einer bemerkenswerten Trefferquote, wobei er in seiner Karriere Höchstwerte von 24 Punkten in einem Spiel erreichte und dabei eine Wurfeffizienz von 63,6 % vom Feld demonstrierte. Seine Spielweise im klassischen Basketball ist geprägt von einem hohen Basketball-IQ und einem natürlichen Spielverständnis, was ihm ermöglicht, das Spielgeschehen gut zu lesen und entsprechend zu reagieren. Milutinović verfügt über eine schnelle Wurfauslösung und einen mühelosen Wurf, der als „pure“ beschrieben wird und sich kontinuierlich verbessert hat.